# Leptomalaisia agrionopsis
Leptomalaisia agrionopsis là một loài tò vò trong họ Ichneumonidae.